# Wieczory Rodzinne
Wieczory Rodzinne – czasopismo ilustrowane skierowane dla dzieci i młodzieży, realizujące pozytywistyczny program wychowawczy; pismo było wydawane w latach 1880–1914 w Warszawie przez Aleksandrę z Chomętowskich Borkowską.
Nominalnie redaktorką naczelną tygodnika była Ludwika Hauke, lecz faktyczny nadzór redaktorski pełniła Maria Julia Zaleska; inni redaktorzy to Władysław Umiński i A. Chlebowski.
Z czasopismem współpracowali i publikowali tam swoje teksty m.in.: Janina Porazińska, Władysława Izdebska, Jadwiga Papi, Maria Strebeyko i Paulina Krakowowa.